# U.S. Route 1
U.S. Route 1 to jedna z najważniejszych dróg biegnących wzdłuż wschodniego wybrzeża Stanów Zjednoczonych. Została ustanowiona w 1926 roku. Jej długość wynosi 2369 mi (3813 km). Zaczyna się w Key West w archipelagu Florida Keys, natomiast kończy w Fort Kent na północnym krańcu stanu Maine przy granicy z Kanadą. Droga głównie biegnie w sąsiedztwie z autostradą międzystanową nr 95. Łączy ze sobą większość dużych miast wschodniego wybrzeża, m.in. Miami, Waszyngton, Filadelfię, Nowy Jork i Boston.

## Opis trasy

### Floryda

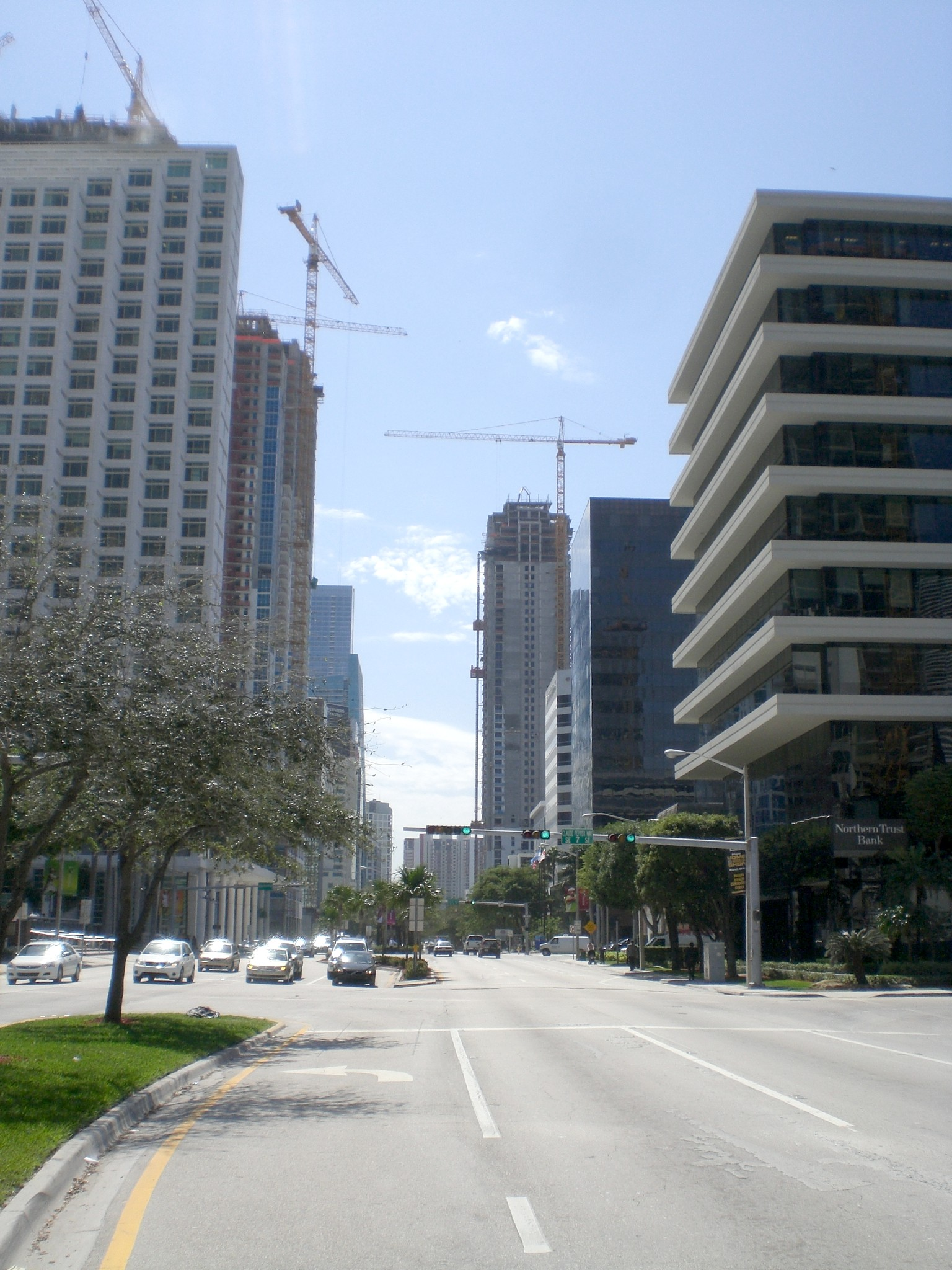
U. S. Route 1 w dzielnicy Brickell w Miami

U.S. Route 1 biegnie wzdłuż wschodniego wybrzeża Florydy. Rozpoczyna się przy ulicy
490 Whitehead St. w Key West, po czym rozciąga się przez najważniejsze miasta Florydy, takie jak: Miami, Fort Lauderdale, West Palm Beach, Fort Pierce, Melbourne, Titusville, Daytona Beach, Palm Coast, St. Augustine, i Jacksonville. Najdalej wysunięty na południe odcinek drogi wzdłuż wysp Florida Keys ma około 150 kilometrów długości i nosi nazwę Overseas Highway. Jest to droga jednopasmowa zbudowana w latach 30. XX w. w miejscu linii kolejowej, która została zniszczona przez huragan w 1935 roku. Jedną z atrakcji Overseas Highway jest most Seven Mile Bridge wybudowany w latach 1979–1982. Jego długość wynosi 10,9 km i jest najdłuższym mostem na trasie Overseas Highway.
Po opuszczeniu wysp Florida Keys, U. S. Route 1 staje się drogą dwupasmową, która po wkroczeniu na stały ląd biegnie przez Park Narodowy Everglades. Po jego opuszczeniu, U. S. Route 1 wkracza do aglomeracji Miami, a następnie biegnie wzdłuż wschodniego wybrzeża do miasta Jacksonville na północno-wschodnim krańcu stanu Floryda. Dalej magistrala kieruje się na północny wschód do miasta Augusta w Georgii.

### Georgia
Odcinek drogi U.S. Route 1 w stanie Georgia wiedzie głównie przez tereny wiejskie, bagna, lasy, dawne plantacje i kilka miast, m.in. Folkston, Waycross, Baxley, Lyons, Swainsboro i Augusta.
Departament transportu stanu Georgia ma plany, aby rozbudować drogę U. S. Route 1 z jednego do dwóch pasów ruchu i wybudować obwodnice wokół przydrożnych miast.

### Karolina Południowa i Północna
U.S. Route 1 w Karolinie Południowej funkcjonuje jako droga jednopasmowa i rozciąga się m.in. przez miasta Aiken, Lexington, Columbia, Lugoff, Camden i Cheraw. Między miastami Aiken i Camden U.S.1 biegnie w sąsiedztwie z autostradą międzystanową nr 20. W mieście Camden U.S. 1 opuszcza autostradę nr 20 i w drodze do Cheraw przebiega przez mniejsze miasteczka takie jak: Bethune, Patrick i McBee. W mieście Cheraw U.S. Route 1 biegnie równolegle z drogą stanową South Carolina Highway 9 i U.S. Route 52. Po opuszczeniu miasta Cheraw, U.S. Route 1 kieruje się na północ w stronę granicy stanów Karolina Północna i Karolina Południowa. Departament transportu stanu Karolina Południowa obecnie nie ma planów, aby zmodernizować odcinek trasy U.S. Route 1 z miasta Cheraw do granicy stanu Karolina Północna i Karolina Południowa.
Odcinek magistrali US 1 w stanie Karolina Północna rozciąga się przez miasta: Rockingham, Sanford, Raleigh i Henderson.

### Stany Środkowoatlantyckie

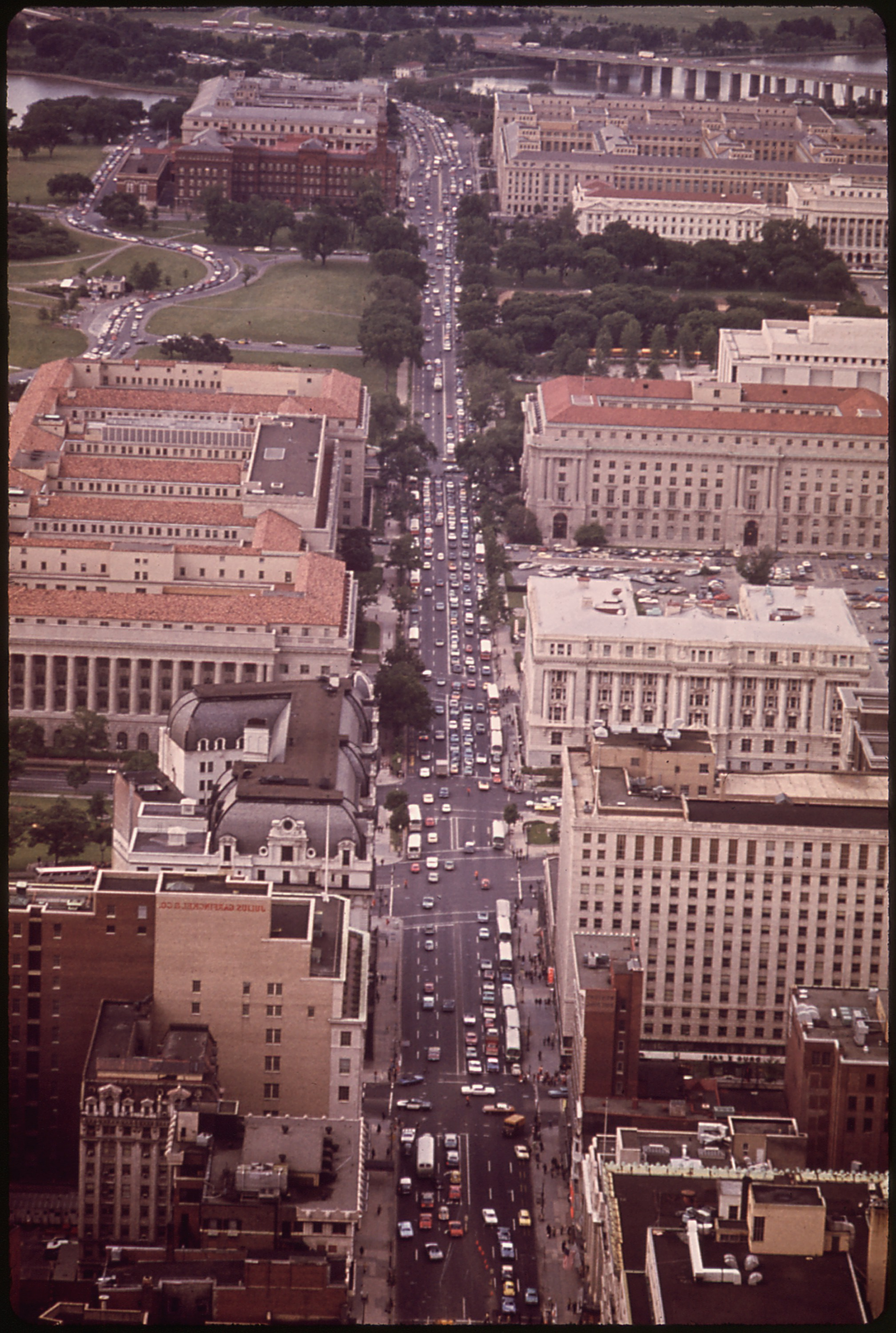
Ulica 14th Street w mieście Waszyngton

W regionie Stanów Środkowoatlantyckich, U. S. Route 1 przebiega przez najbardziej zaludnione obszary wschodniego wybrzeża Stanów Zjednoczonych.

#### Wirginia
Odcinek U.S.1 w stanie Wirginia przebiega w sąsiedztwie z autostradą międzystanową nr 85 (od granicy stanu Wirginia do miasta Petersburg), autostradą międzystanową nr 95 (od Petersburg do miasta Alexandria) i autostradą międzystanową nr 395.

#### Dystrykt Kolumbii
U.S. Route 1, razem z autostradą nr 395, przecinają rzekę Potomak za pomocą mostu 14th Street Bridge, po czym trasa U.S. 1 oddziela się od autostrady nr 395 i wkracza do miasta Waszyngton, gdzie przyjmuje nazwę 14th Street, a następnie Rhode Island Avenue.

#### Maryland
Po dotarciu do stanu Maryland, US 1 przyjmuje nazwę Baltimore-Washington Boulevard (jest to pierwsza z kilku nowoczesnych magistral łączących miasta Waszyngton i Baltimore – najnowocześniejszą z nich jest autostrada nr 95). US 1 okrąża centrum miasta Baltimore za pomocą ulicy North Avenue, a następnie opuszcza Baltimore od północnego wschodu, jednocześnie stopniowo oddalając się od autostrady nr 95, która kieruje się w stronę miasta Wilmington w stanie Delaware, po czym biegnie do Filadelfii.

#### Pensylwania

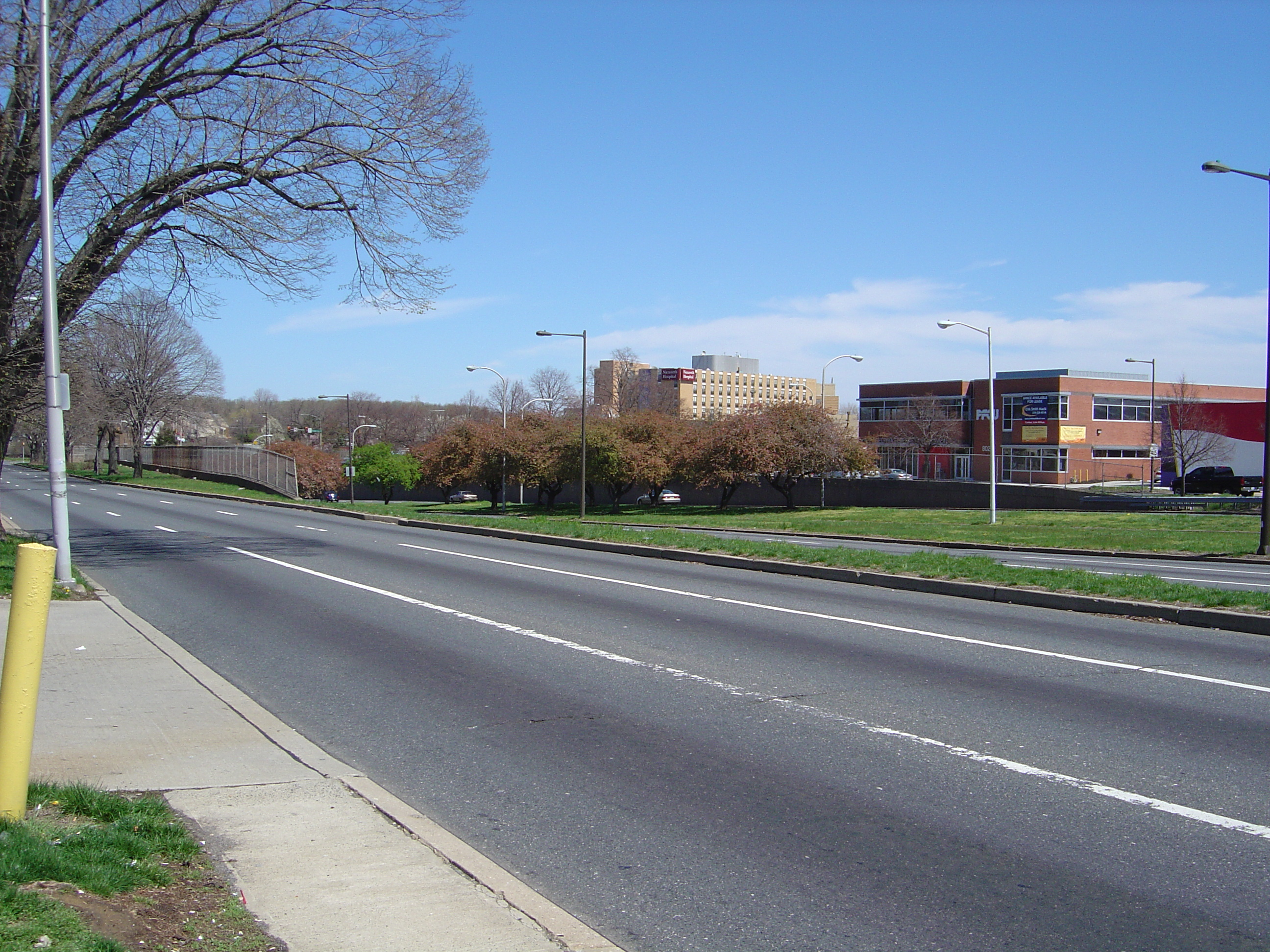
U.S. Route 1 w mieście Filadelfia jako Roosevelt Boulevard

US 1 po przekroczeniu granicy Maryland-Pensylwania staje się dwupasmową drogą ekspresową o nazwie John H. Ware III Memorial Highway, która funkcjonuje jako obwodnica dla miast Oxford i Kenneth Square. Po oddaleniu się od Kenneth Square, US 1 przestaje być drogą ekspresową (jednak nadal pozostaje drogą dwupasmową) i przyjmuje nazwę Baltimore Pike. Kilkanaście mil dalej, przed dotarciem do miasta Media, US 1 ponownie staje się obwodnicą, która kończy się przy skrzyżowaniu z autostradą nr 476. Kilka mil dalej, US 1 wkracza do miasta Filadelfia i przyjmuje nazwę City Avenue. W dalszej kolejności US 1 dociera do autostrady nr 76, z którą magistrala biegnie równolegle wzdłuż rzeki Schuylkill. Niecałą milę dalej US 1 oddziela się od autostrady nr 76 i staje się czteropasmową drogą ekspresową Roosevelt Expressway, a następnie sześciopasmowym bulwarem Roosevelt Boulevard. Po oddaleniu się od miasta Filadelfia, US 1 ponownie staje się drogą ekspresową, która funkcjonuje również jako obwodnica dla miast Penndel i Morrisville. Po oddaleniu się od miasta Morrisville, US 1 przekracza rzekę Delaware na której znajduje się granica stanów Pensylwania-New Jersey za pomocą mostu Trenton-Morrisville Toll Bridge. Po jej przekroczeniu, US 1 wjeżdża do stanu New Jersey.

#### New Jersey

Tabliczka pojawiająca się na trasie U. S. Route 1/9

Po wkroczeniu do stanu New Jersey, US 1 przyjmuje nazwę Trenton Freeway i rozciąga się przez teren miasta Trenton jako dwupasmowa droga ekspresowa. Po oddaleniu się od miasta Trenton, US 1 przestaje być drogą ekspresową, jednak przy skrzyżowaniu z autostradą nr 95 rozszerza się do trzech pasów ruchu. W dalszej kolejności, magistrala przebiega przez gminę West Windsor, gdzie mija serię skrzyżowań z sygnalizacjami świetlnymi. Po dotarciu do hrabstwa Middlesex, US 1 rozciąga się wzdłuż gmin Plainsboro i South Brunswick. W gminie Plainsboro magistrala zwęża się z trzech do dwóch pasów ruchu, jednak kilka mil dalej, przed dotarciem do miasta New Brunswick, US 1 ponownie rozszerza się do trzech pasów ruchu. Magistrala funkcjonuje jako obwodnica miasta New Brunswick, a następnie przebiega przez gminy Edison i Woodbridge, przez które US 1 przebiega jako połączenie bulwaru z drogą szybkiego ruchu. W gminie Woodbridge, US 1 łączy się z U. S. Route 9 (gdzie obydwie magistrale przyjmują nazwę U.S. Route 1/9), które biegną tą samą trasą przez resztę stanu New Jersey.

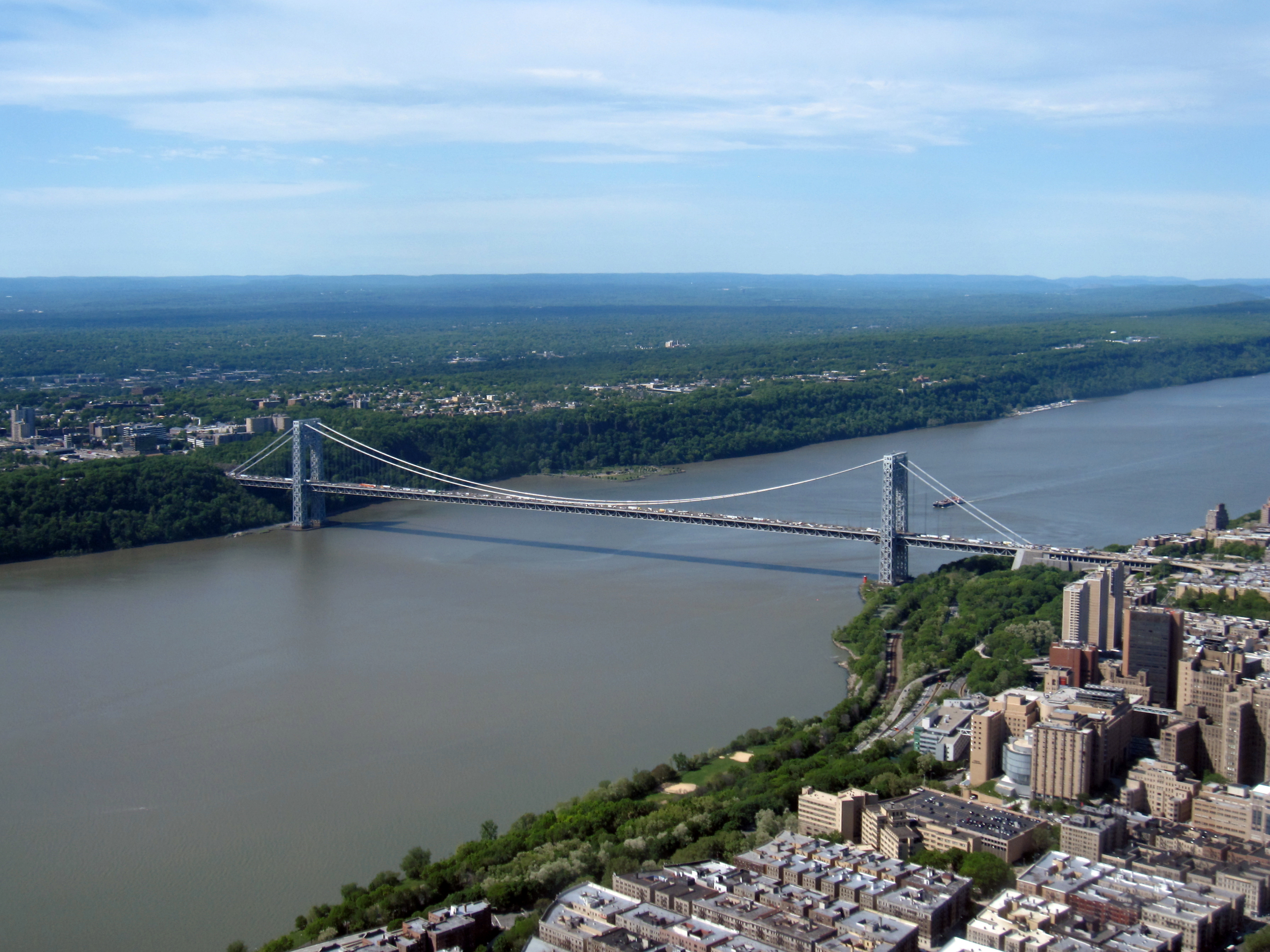
George Washington Bridge

US 1/9 kontynuuje swój bieg przez miasta Rahway i Elizabeth w hrabstwie Union, a następnie dociera do portu lotniczego Newark-Liberty, gdzie staje się dwujezdniową drogą ekspresową i obwodnicą miasta Newark w hrabstwie Essex. Po oddaleniu się od miasta Newark, US 1/9 staje się mostem drogowym o nazwie Pulaski Skyway i kieruje się na wschód, w stronę miasta Jersey City. W Jersey City, US 1/9 opuszcza drogę Pulaski Skyway i kieruje się na północny wschód jako Tonnelle Avenue do hrabstwa Bergen. W hrabstwie Bergen, magistrala US 1/9 rozciąga się wzdłuż miast Ridgefield, Palisades Park i Fort Lee. W mieście Fort Lee, US 1/9 łączy się z autostradą nr 95, z którą przekracza rzekę Hudson za pomocą mostu George Washington Bridge położonego na granicy stanów New Jersey i Nowy Jork.

#### Nowy Jork
Po przejechaniu przez rzekę Hudson, US 1/9 dociera do dzielnicy Bronx w Nowym Jorku. W Nowym Jorku, US 1 oddziela się od US 9 i autostrady nr 95, po czym kieruje się na północny wschód i rozciąga się ulicami Webster Avenue, Fordham Road i Boston Road. Jako Boston Post Road, US 1 biegnie do miasta Greenwich w stanie Connecticut.

### Nowa Anglia

#### Connecticut

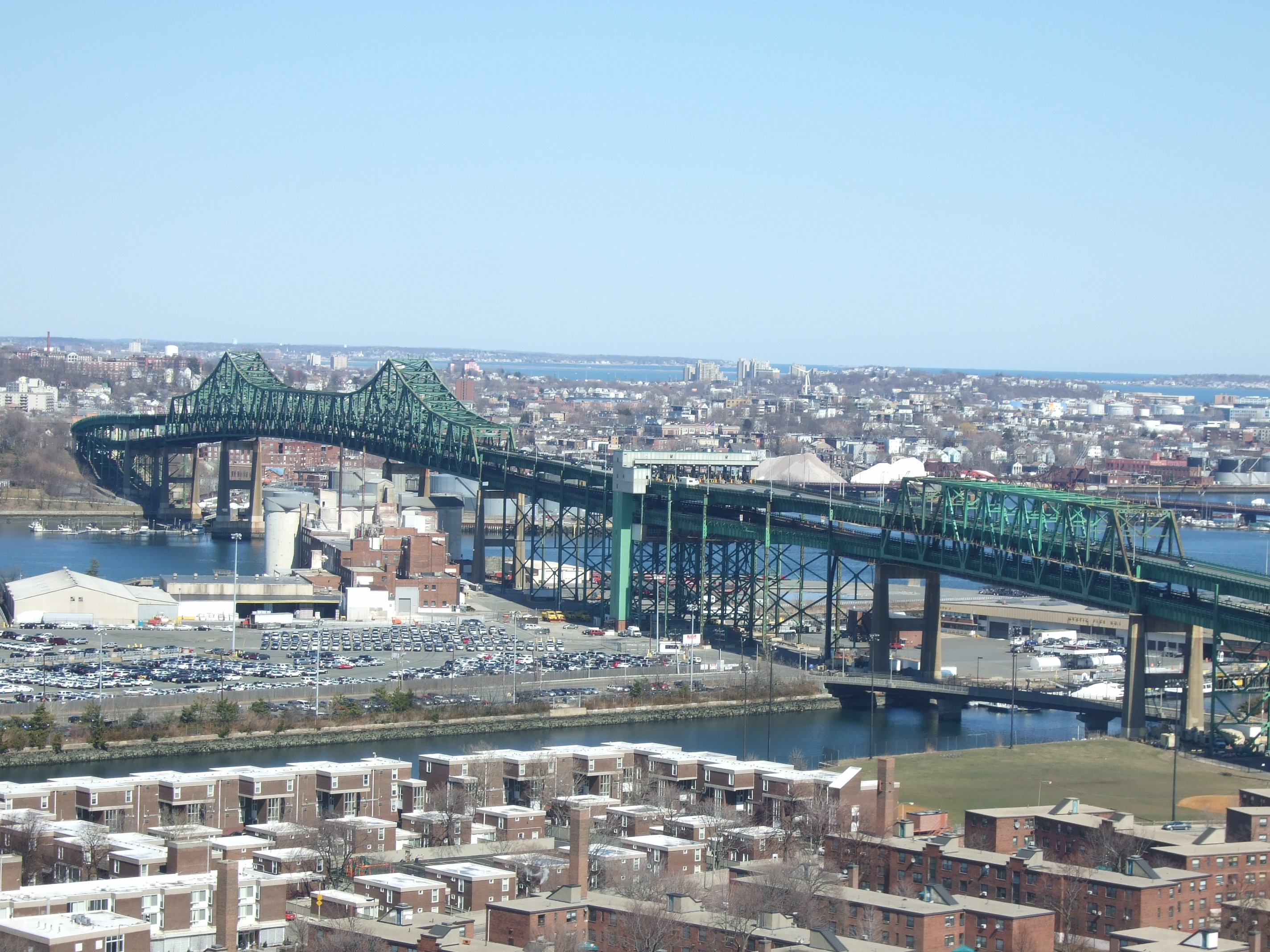
Tobin Memorial Bridge

W stanie Connecticut, US 1 biegnie wzdłuż cieśniny Long Island jako droga jednopasmowa. Najważniejsze miasta leżące wzdłuż US 1 w stanie Connecticut to Greenwich, Bridgeport i New Haven.

#### Rhode Island
US 1 w stanie Rhode Island, przed dotarciem do miasta Providence, przebiega kolejno przez gminy: Westerly, Charlestown, South Kingstown, North Kingstown, East Greenwich, Warwick i Cranston. W gminach Westerly i Charlestown, US 1 biegnie wzdłuż cieśniny Long Island. Po dotarciu do gminy South Kingstown, US 1 kieruje się na północ do miasta, wzdłuż zatoki Narragansett. Odcinek magistrali US 1 pomiędzy miastem Providence i granicą stanów Rhode Island-Massachusetts rozciąga się przez miasto Pawtucket.

#### Massachusetts

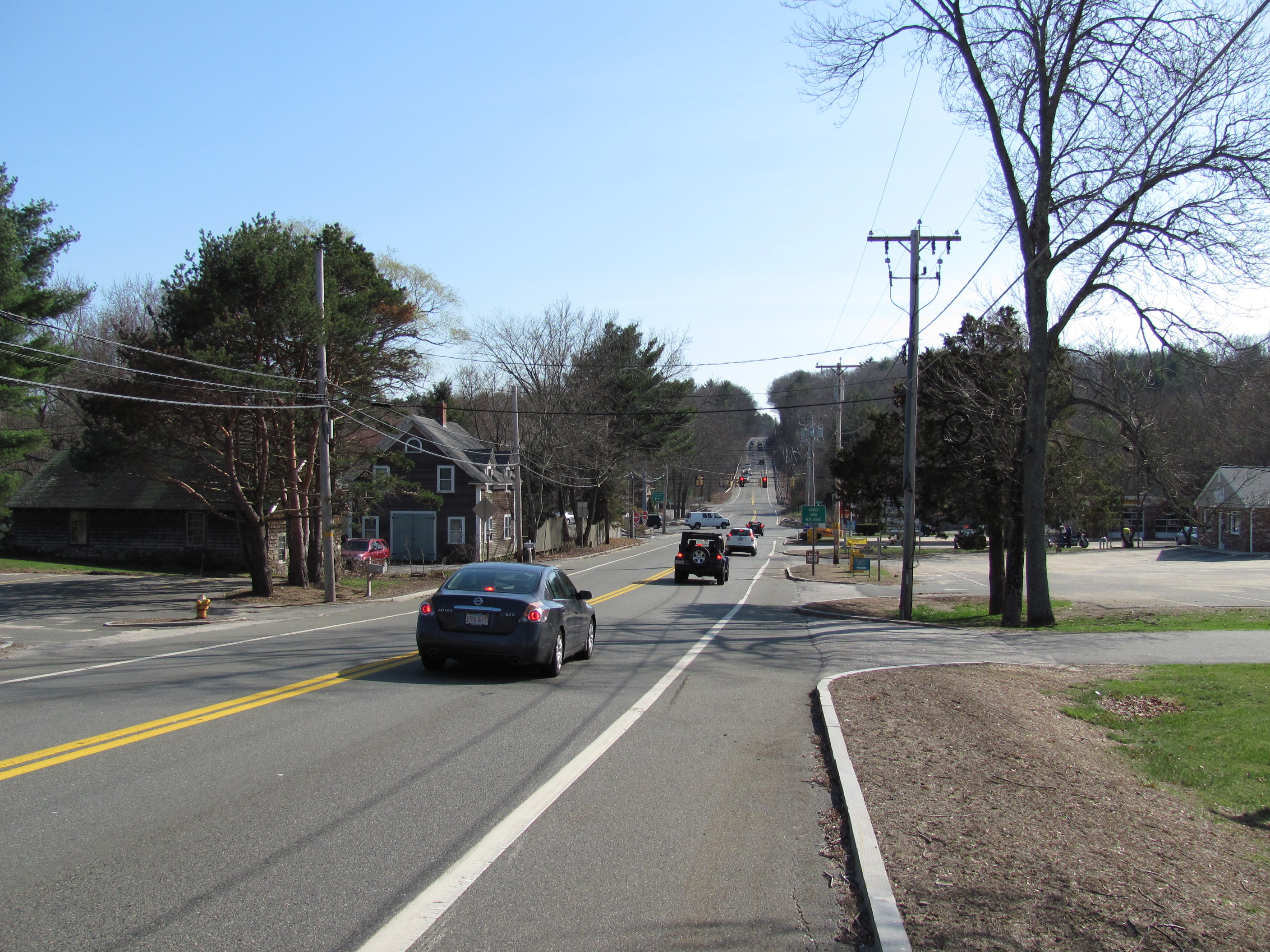
U.S. Route 1 w gminie Topsfield, na północ od Bostonu

US 1 na odcinku pomiędzy granicą stanów Rhode Island-Massachusetts i miastem Boston biegnie w pobliżu autostrady nr 95 jako droga dwupasmowa. W gminie Dedham, US 1 kieruje się na wschód i łączy się z autostradą nr 95, a następnie z autostradą nr 93, z którą biegnie do miasta Braintree. W Braintree, US 1 i autostrada nr 93 kierują się na północ, do miasta Boston.
US 1 opuszcza Boston poprzez przejazd przez most Tobin Bridge nad rzeką Mystic. Odcinek magistrali US 1 między miastem Boston a granicą stanów Massachusetts-New Hampshire przebiega kolejno przez: Chelsea, Revere, Malden, Saugus, Lynnfield, Peabody, Danvers, Topsfield, Ipswich, Rowley, Newbury, Newburyport i Salisbury.

#### New Hampshire
Krótki odcinek magistrali US 1 w stanie New Hampshire nosi nazwę Lafayette Road i przebiega wzdłuż autostrady nr 95. Rozciąga się wzdłuż gmin Seabrook, Hampton Falls, Hampton, Hampton Falls, Rye i Portsmouth. Most Memorial Bridge, który przeprowadzał magistralę US 1 przez rzekę Piscataqua, został zamknięty w 2011 roku. W jego miejscu zostanie zbudowany nowy most, którego budowa powinna zakończyć się w lipcu 2013 roku.

#### Maine

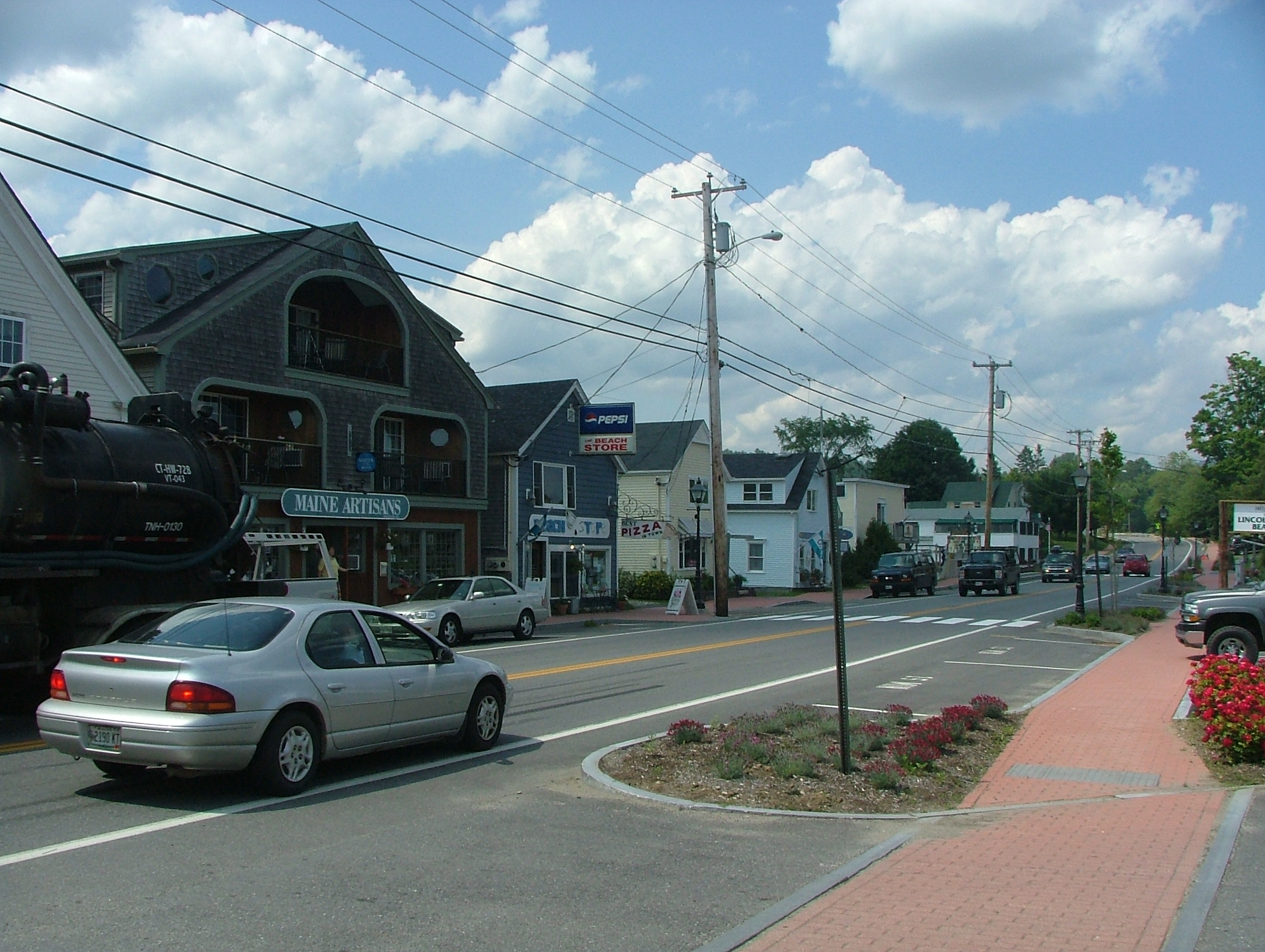
U.S. Route 1 w gminie Rockport (Maine)

W stanie Maine, US 1 biegnie wzdłuż wybrzeża Oceanu Atlantyckiego. W mieście Portland, US 1 łączy się z autostradą międzystanową nr 295, od której odseparowuje się w dzielnicy East Deering (na północno-zachodnim krańcu Portland) i biegnie wzdłuż autostrady nr 95, do miasta Brunswick. Po dotarciu do Brunswick, US 1 kieruje się na wschód, po czym biegnie wzdłuż wybrzeża do miasta Calais. Odcinek magistrali US 1 między miastami Brunswick i Calais jest oznakowany jako „Coastal Route″. Na północ od miasta Calais, do miasta Fort Kent, US 1 podąża wzdłuż granicy amerykańsko-kanadyjskiej. W połowie drogi między tymi miastami, w gminie Houlton, US 1 po raz ostatni mija autostradę nr 95. Magistrala kończy się na moście Clair-Fort Kent Bridge usytuowanym na rzece Saint John, na granicy amerykańsko-kanadyjskiej.

## Historia

Znacznik używany na trasie Route 1 w Nowej Anglii w latach 1922–1926

Poprzednikiem U.S. Route 1 była magistrala Atlantic Highway – szlak samochodowy powstały w 1911 roku pod nazwą Quebec-Miami International Highway. W 1915 szlak ten został przemianowany na Atlantic Highway i jednocześnie skrócony z miasta Quebec w Kanadzie do gminy Calais w stanie Maine w USA. Ze względu na łączenie się magistrali transatlantyckiej z innymi szlakami samochodowymi, Atlantic Highway przyjmował inne nazwy, na przykład: Boston Post Road pomiędzy miastami Boston i Nowy Jork, Lincoln Highway pomiędzy Nowym Jorkiem i Filadelfią, Baltimore Pike między Filadelfią i Baltimore oraz Dixie Highway na Florydzie i w południowej części stanu Georgia.
W latach 1922–1926, kiedy w Nowej Anglii funkcjonował system numerowania dróg (ang. New England road marking system), odcinek magistrali Atlantic Highway w Nowej Anglii był oznakowany jako Route 1. W roku 1926, Atlantic Highway został w całości oznakowany jako U.S. Route 1. W 1932 roku, do użytku został oddany most Pulaski Skyway, natomiast w 1938 roku otwarto odcinek drogi U.S. Route 1 między miastami Miami i Key West o nazwie Overseas Highway.
Po skonstruowaniu sieci autostrad Interstate Highway System w 1956 roku, rozpoczęto budowę autostrady nr 95. W latach 70. XX w., kiedy najważniejsze odcinki autostrady nr 95 zostały wybudowane, magistrala US 1 przestała być najważniejszą trasą łączącą największe miasta wschodniego wybrzeża USA – jej rolę przejęła wspomniana autostrada nr 95.

## Główne skrzyżowania
| Przypis        | Znacznik drogi                                           | Nazwa drogi                                                    | Lokalizacja                     |
| -------------- | -------------------------------------------------------- | -------------------------------------------------------------- | ------------------------------- |
| Początek drogi | Whitehead Street / Fleming Street / Florida State Road 5 | Whitehead Street / Fleming Street / Florida State Road 5       | Key West                        |
|                |                                                          | U.S. Route 27/U.S. Route 41                                    | Miami                           |
|                |                                                          | Autostrada międzystanowa nr 10 / U.S. Route 90                 | Jacksonville                    |
|                |                                                          | Autostrada międzystanowa nr 16 / U.S. Route 80                 | Swainsboro                      |
|                |                                                          | Autostrada międzystanowa nr 26 / U.S. Route 21 / U.S. Route 76 | Columbia (Karolina Południowa)  |
|                |                                                          | Autostrada międzystanowa nr 40 / U.S. Route 64 / U.S. Route 70 | Cary (Karolina Północna)        |
|                |                                                          | Autostrada międzystanowa nr 64/U.S. Route 60                   | Richmond (Wirginia)             |
|                |                                                          | U.S. Route 50                                                  | Waszyngton                      |
|                |                                                          | U.S. Route 40                                                  | Baltimore                       |
|                |                                                          | Autostrada międzystanowa nr 83                                 | Baltimore                       |
|                |                                                          | Autostrada międzystanowa nr 695/70                             | Hrabstwo Baltimore              |
|                |                                                          | Autostrada międzystanowa nr 76/U.S. Route 30                   | Nowy Jork                       |
|                |                                                          | Autostrada międzystanowa nr 87                                 | Nowy Jork                       |
|                |                                                          | Autostrada międzystanowa nr 90/93                              | Boston                          |
| Koniec drogi   |                                                          | New Brunswick Route 161                                        | Clair (Nowy Brunszwik) (Kanada) |
|                |                                                          | Autostrada międzystanowa nr 95/U.S. Route 2                    | Waszyngton                      |

## Powiązane drogi stanowe
- Florida State Road A1A
- Massachusetts Route 1A
- New York State Route 1A